# Кисич, Игор
Игор Кисич (серб. Игор Кисић; 9 июля 1980 — 13 октября 1994) — участник Боснийской войны, один из самых молодых бойцов Вооружённых сил Республики Сербской. Кавалер ордена Милоша Обилича.

## Биография
Родился 9 июля 1980 года в Високо. Изучал богословие в первом и втором классах начальной школы, ходил по воскресеньям в церковь. К 10 годам овладел навыками работы на компьютере, к 12 годам управлял автомобилем как опытный водитель. Его хобби было коллекционирование флагов и значков. Он был фанатом спортивного общества «Црвена Звезда».
В мае 1992 года семья Кисичей была выселена из Високо исламскими фунаменталистами и бежала в Илияш, находившийся под контролем сербской армии. Игор по пути к Илияшу присоединился к отряду четников под руководством воеводы Василия «Васкета» Видовича и попросил отца Нику разрешить ему присоединиться к отряду. После уговоров отец согласился, и Игор стал самым молодым на тот момент солдатом Войска Республики Сербской. Его воинские навыки были скромными, однако в своём возрасте он вызывал восхищение среди земляков своими действиями.
Утром 13 октября 1994 года Игор Кисич погиб в результате разрыва осколочного снаряда, выпущенного мусульманами из Високо. Похоронен на городском кладбище Илияша, однако после сдачи города бошнякам останки были перенесены на кладбище Мали-Зейтинлик на Соколаце.